# Биљаник
Биљаник (мкд. Биљаник) је насеље у Северној Македонији, у јужном делу државе. Биљаник припада општини Новаци.

## Географија
Насеље Биљаник је смештено у јужном делу Северне Македоније. Од најближег већег града, Битоља, насеље је удаљено 15 km источно.
Биљаник се налази у источном делу Пелагоније, највеће висоравни Северне Македоније. Насељски атар на западу је равничарски, док у источном делу издиже Селечка планина. Надморска висина насеља је приближно 600 метара.
Клима у насељу је континентална.

## Становништво
Биљаник је према последњем попису из 2002. године био без становника. Село је плански расељено због ширења копова угља.
Претежно становништво по последњем попису били су етнички Македонци.
Већинска вероисповест било је православље.